# Odorheiu Secuiesc
Odorheiu Secuiesc, colocvial Odorhei, (în maghiară Székelyudvarhely, în germană Oderhellen, alternativ Hofmarkt, în latină Areopolis) este un municipiu în județul Harghita, Transilvania, România. În 2011, avea o populație de 34.257 de locuitori.

## Așezare geografică
Orașul se află situat la 105 km sud-est de Târgu Mureș și este străbătut de râul Târnava Mare.

## Istoric
În teritoriul orașului au fost descoperite ruinele unui castrul roman.
Într-un document din 1301 este amintită existența aici a unui castru regal, Castram Vduord. Denumirea Vduord indică faptul că executorul secuilor își avea aici sediul.
Se presupune că localitatea a fost oraș liber înainte de secolul al XIV-lea. În anul 1357, aici s-a ținut prima dietă (adunare reprezentativă) a secuilor. Cetatea (castelul) din oraș a fost edificată în anul 1492 cu folosirea materialelor de construcție ale unei mănăstiri. Ioan Sigismund, principele maghiar al Transilvaniei, a luat în stăpânire cetatea după ce a câștigat o bătălie contra secuilor. Între anii 1562 și 1565, Principatul Transilvaniei a finanțat construirea noului castel Székelytámadt (textual, "a atacat secuiul"), ceea ce a fost interpretat ca o umilință adusă secuilor înfrânți în bătălia cu trupele maghiare princiare. Secuii au distrus acest castel în anul 1599, când au luptat alături de voievodul muntean, Mihai Viteazul, și principe ardelean în 1600. Reconstruirea lui a fost ordonată numai după anul 1621 de noul principe, Gabriel Bethlen. În 1616 pașa otoman Ali a ars castelul din temelii, iar în 1704 generalul romano-german Carl Tiege l-a prădat. În cele din urmă castelul a fost demolat parțial de secui, la ordinul lui Lőrinc Pekry, care l-a recucerit. De atunci, castelul se numește Csonkavár („castelul trunchiat”) și a dăinuit până în zilele noastre.
În 1558 regina maghiară Isabella Jagiello Zapolya a acordat Odorheiului (atestat ca târg din 1485) statutul de oraș liber, cu drept de folosire a sigiliului și stemei, scutit de orice alte obligații, cu excepția tributului datorat otomanilor.
La începutul secolului al XVII-lea (1613), în numele localității a apărut și atributul Secuiesc.
În anul 1876 localitatea a devenit reședința comitatului austro-ungar Odorhei, care a luat ființă prin unirea a trei scaune secuiești. În perioada interbelică, localitatea a fost reședința județului românesc Odorhei.
În timpul regimului comunist orașul a făcut parte mai întâi din Regiunea Stalin (1950-1952), apoi din Regiunea Autonomă Maghiară, după care, în anul 1968, nu și-a mai redobândit statutul de reședință de județ, ci a fost integrat în nou-înființatul județ Harghita, cu reședința la Miercurea Ciuc.

## Demografie
Componența etnică a municipiului Odorheiu Secuiesc
     Maghiari (87,29%)
     Români (2,3%)
     Romi (1,58%)
     Alte etnii (0,09%)
     Necunoscută (8,75%)
Componența confesională a municipiului Odorheiu Secuiesc
     Romano-catolici (46,48%)
     Reformați (26,04%)
     Unitarieni (12,58%)
     Ortodocși (1,88%)
     Alte religii (3,02%)
     Necunoscută (10%)
Conform recensământului efectuat în 2021, populația municipiului Odorheiu Secuiesc se ridică la 31.335 de locuitori, în scădere față de recensământul anterior din 2011, când fuseseră înregistrați 34.257 de locuitori. Majoritatea locuitorilor sunt maghiari (87,29%), cu minorități de români (2,3%) și romi (1,58%), iar pentru 8,75% nu se cunoaște apartenența etnică. Din punct de vedere confesional, cei mai mulți locuitori sunt romano-catolici (46,48%), cu minorități de reformați (26,04%), unitarieni (12,58%) și ortodocși (1,88%), iar pentru 10% nu se cunoaște apartenența confesională.
010.00020.00030.00040.00019121948196619922011populațiePopulația istorică din Odorheiu Secuiesc
Date: Recensăminte sau birourile de statistică - grafică realizată de Wikipedia

## Politică și administrație
Municipiul Odorheiu Secuiesc este administrat de un primar și un consiliu local compus din 19 consilieri. Primarul, István Szakács-Paál[*], de la Uniunea Democrată Maghiară din România, este în funcție din 1 noiembrie 2024. Începând cu alegerile locale din 2024, consiliul local are următoarea componență pe partide politice:
|  | Partid                                 | Consilieri | Componența Consiliului | Componența Consiliului | Componența Consiliului | Componența Consiliului | Componența Consiliului | Componența Consiliului | Componența Consiliului | Componența Consiliului | Componența Consiliului | Componența Consiliului | Componența Consiliului | Componența Consiliului | Componența Consiliului | Componența Consiliului | Componența Consiliului | Componența Consiliului |
|  | -------------------------------------- | ---------- | ---------------------- | ---------------------- | ---------------------- | ---------------------- | ---------------------- | ---------------------- | ---------------------- | ---------------------- | ---------------------- | ---------------------- | ---------------------- | ---------------------- | ---------------------- | ---------------------- | ---------------------- | ---------------------- |
|  | Uniunea Democrată Maghiară din România | 16         |                        |                        |                        |                        |                        |                        |                        |                        |                        |                        |                        |                        |                        |                        |                        |                        |
|  | Partidul pentru Odorheiu Secuiesc      | 3          |                        |                        |                        |                        |                        |                        |                        |                        |                        |                        |                        |                        |                        |                        |                        |                        |

## Monumente
- Castrul roman de la Odorheiu Secuiesc
- Capela romano-catolică (sec. XIII-XVI)
- Ruinele cetății „Székely Támadt” (sec. al XVI-lea)
- Mănăstirea franciscană din Odorheiu Secuiesc
- Biserica iezuiților (sec. XVII-XVIII)
- Biserica reformată
- Fostul sediu al comitatului Odorhei (1896)
- Liceul Teoretic „Tamási Áron”
- Cimitirul Eroilor Români din cele două războaie mondiale, amplasat pe dealul Cuvar, cu o suprafață de 234 mp. În acest cimitir sunt înhumați 43 eroi militari români, din care 8 din Primul Război Mondial și 35 din cel de-al Doilea Război Mondial.
- Mausoleul eroilor de la Odorheiul Secuiesc

## Personalități
La Odorheiu Secuiesc s-au născut:
- István Lakatos (1620 - ?), preot, scriitor;
- Mihály Tölcséres⁠(d) (1670 - 1737), scriitor ecleziastic romano-german;
- Sándor Tomcsa⁠(d) (1897 - 1963), scriitor, jurnalist;
- László Tompa (1883 - 1964), poet;
- Ferenc Szemlér (1906 - 1978), poet și traducător român;
- László Rajk (1909 - 1949), politician comunist, secretar adjunct al MKP-ului (Partidul Comunist Maghiar), ministru de interne al Ungariei, victima unui proces ideologic din anul 1949;
- Andrei Barabaș (1937 - 2005), atlet;
- Gyula Bartha (n. 1945), voleibalist;
- Attila Verestóy (1954 - 2018), senator, afacerist român;
- Gheorghe Fazekas (n. 1958), sportiv la patinaj artistic.
- Szidonia Vajda (n. 1979), jucătoare de șah româno-maghiară

Aici a studiat marele povestitor maghiar de basme Elek Benedek.
Preotul ortodox român Sebastian Rusan (1884-1956) a slujit în perioada 1933-1940 ca paroh și administrator protopopesc la Odorhei, construind o biserică ortodoxă monumentală în acest oraș.

## Sport
- Echipa de handbal masculin "HC Odorheiu Secuiesc"
- Echipa de handbal feminin "Székelyudvarhelyi NKK"

## Orașe înfrățite
- Barcs, Békéscsaba, Tatabánya, sectorul I din Budapesta (Budavára), Dunaszerdahely, Hajdúdorog, Keszthely, Tatabánya, Tihany, Törökbálint, Vác - Ungaria
- Subotica - Serbia
- Mediaș - România

## Galerie de imagini

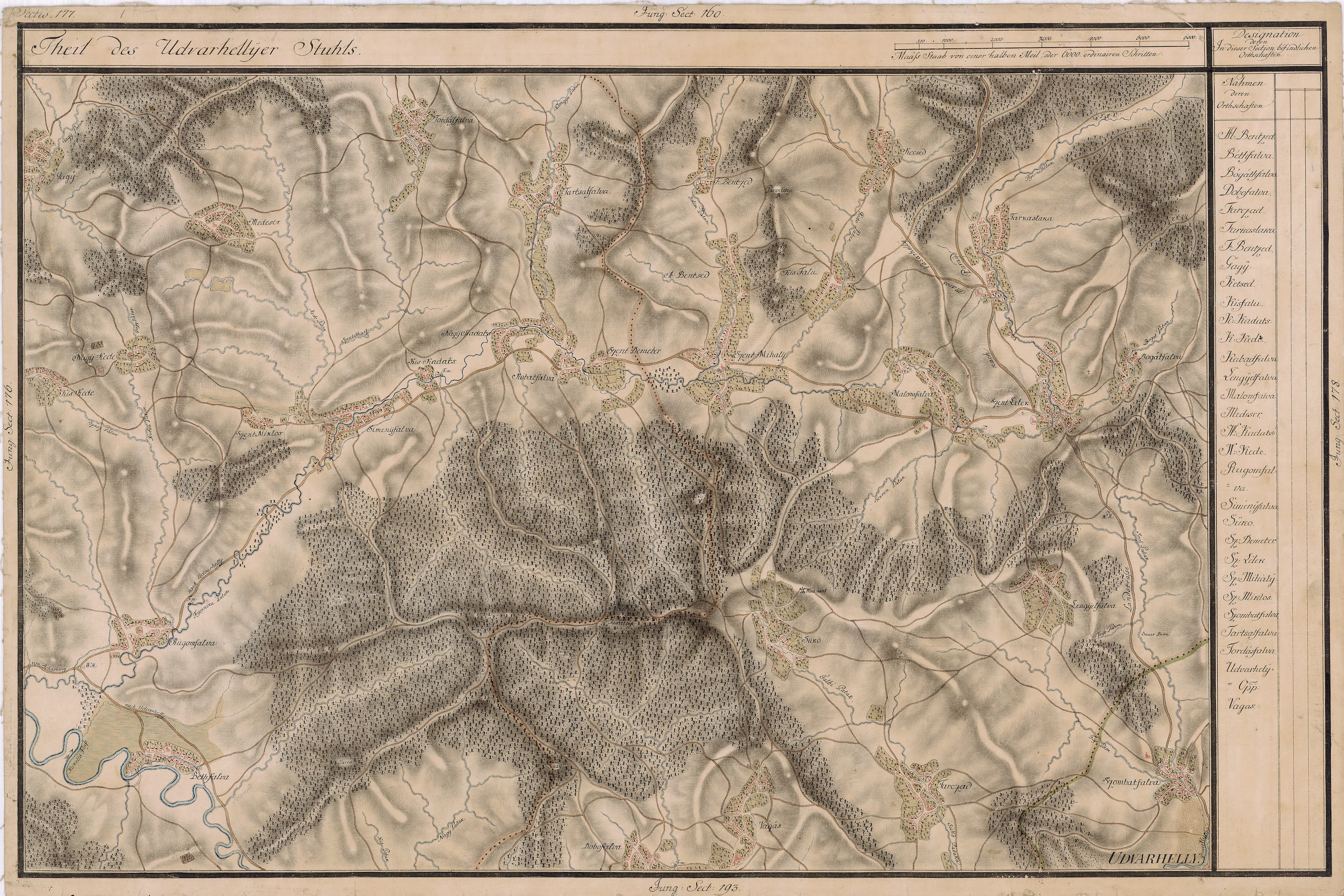
Odorheiu Secuiesc în Harta Iosefină a Transilvaniei, 1769-1773
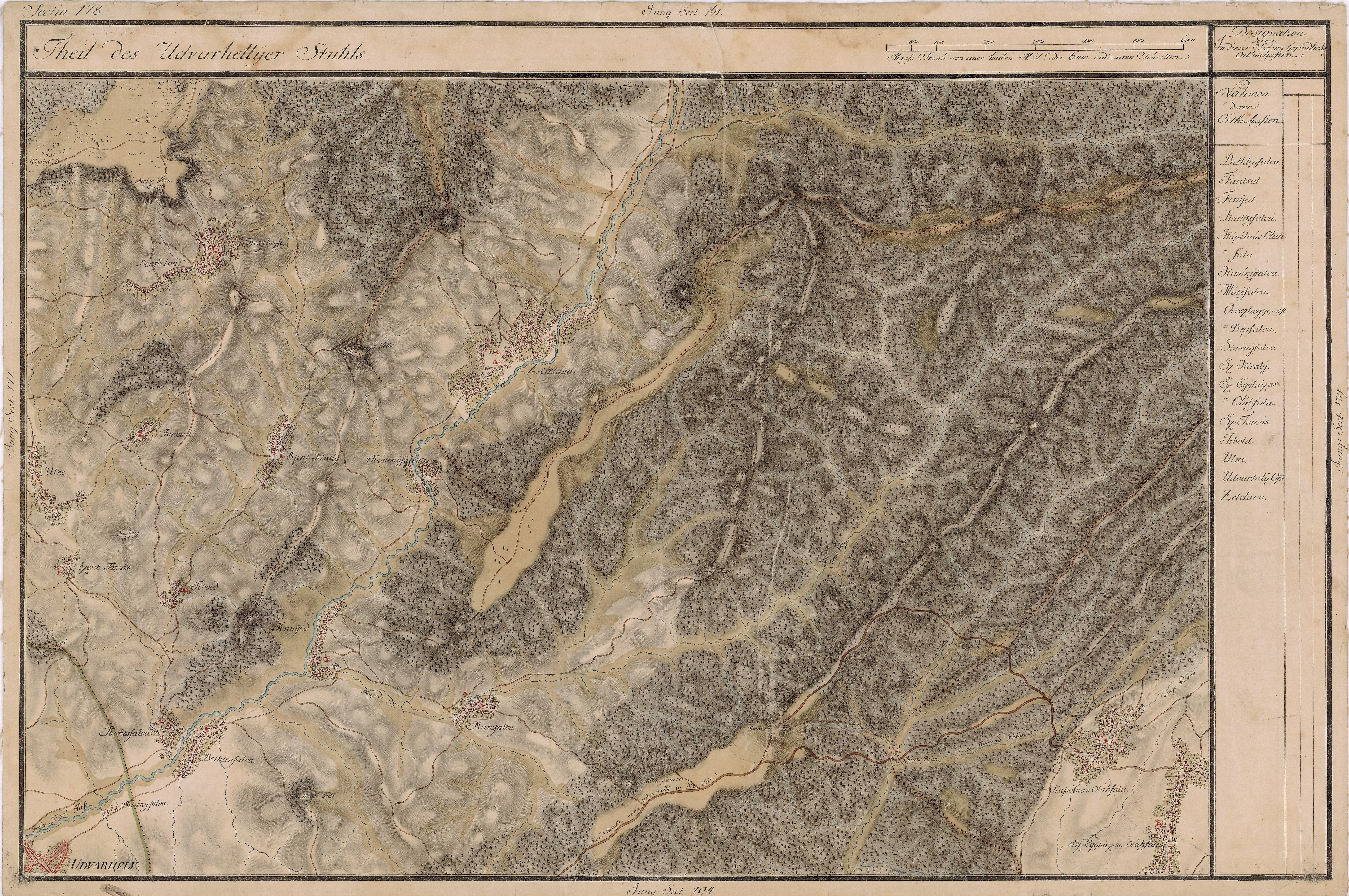
Odorheiu Secuiesc în Harta Iosefină a Transilvaniei, 1769-1773
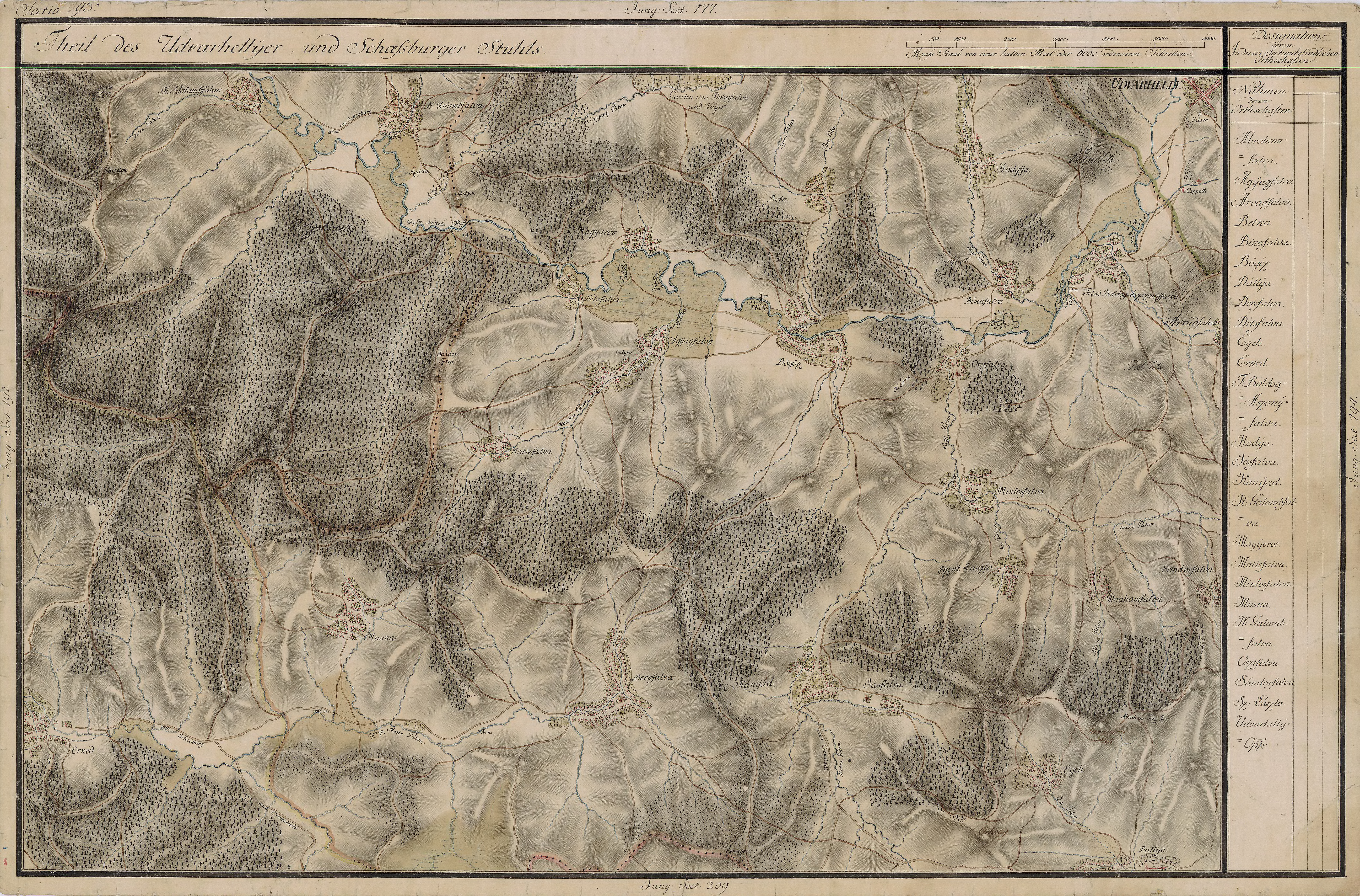
Odorheiu Secuiesc în Harta Iosefină a Transilvaniei, 1769-1773
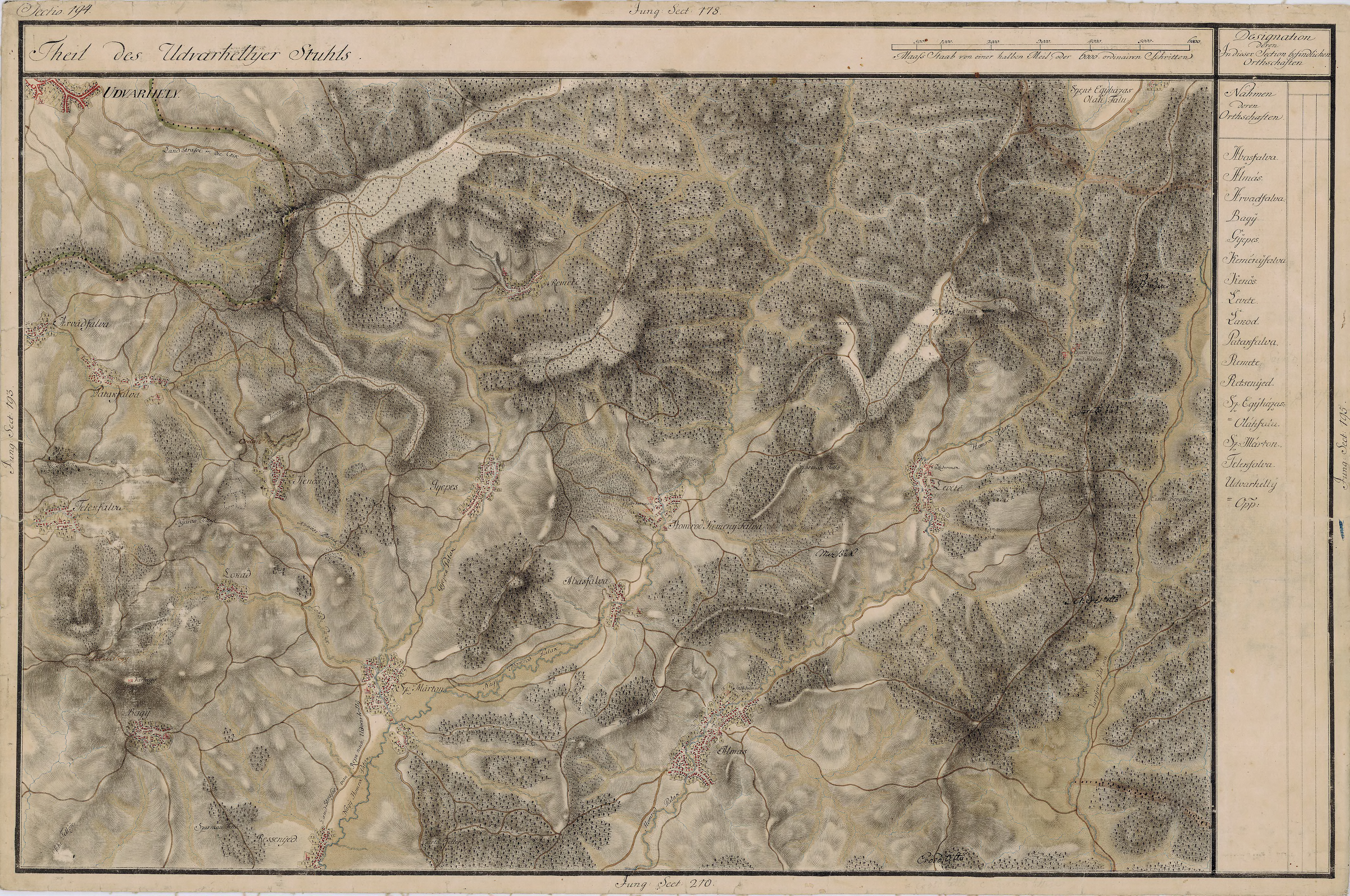
Odorheiu Secuiesc în Harta Iosefină a Transilvaniei, 1769-1773
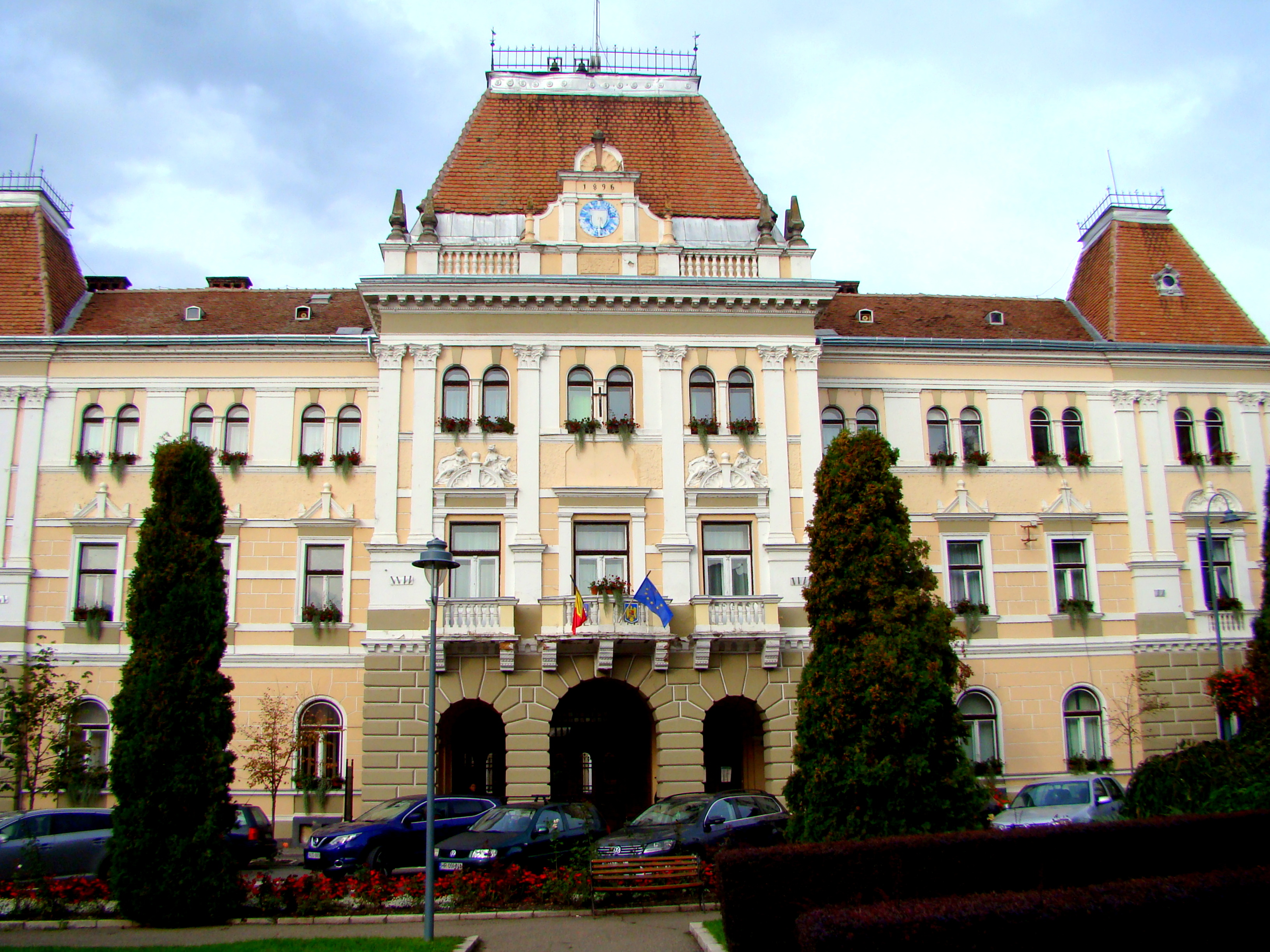
Primăria orașului
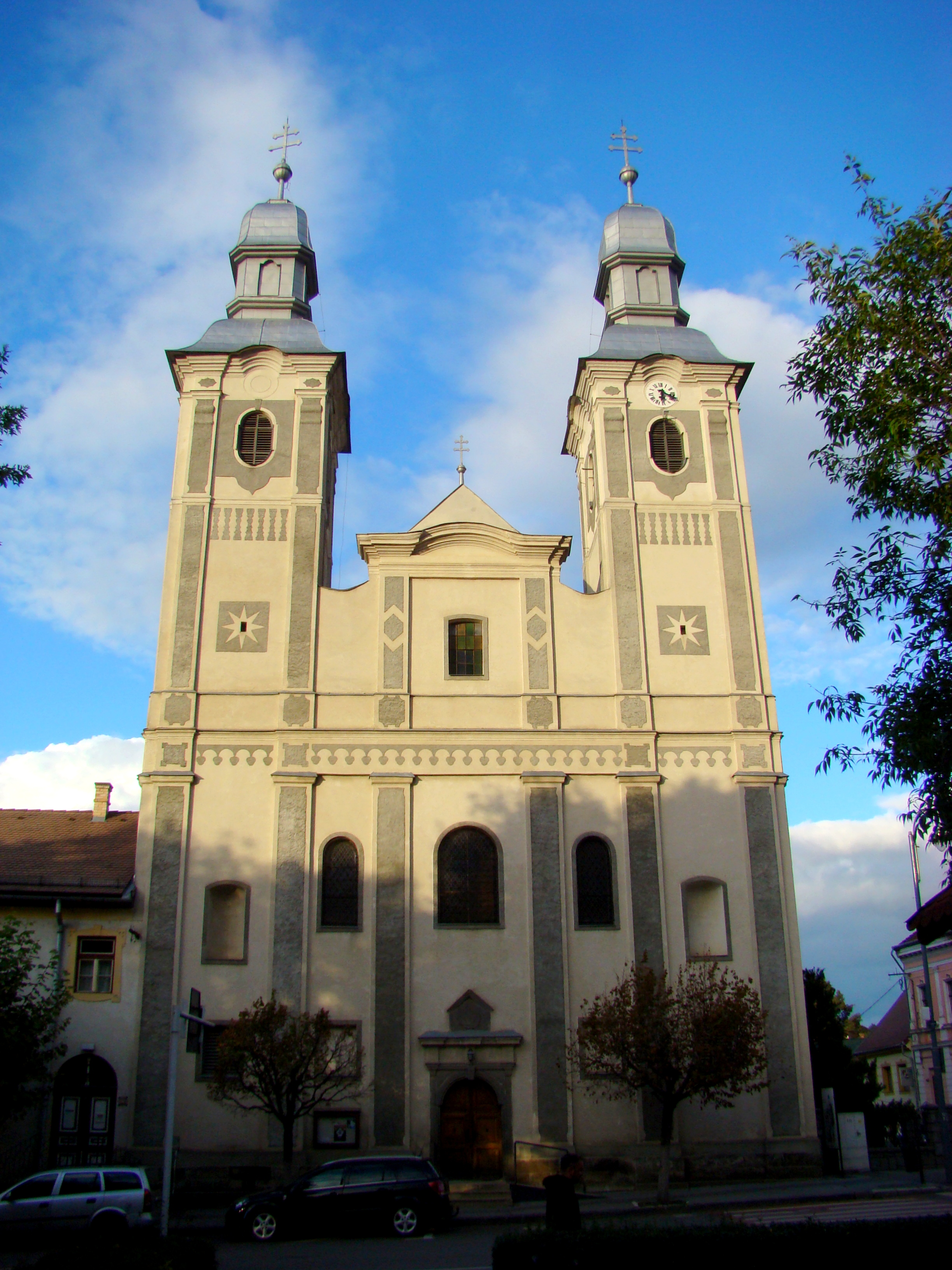
Biserica „Sf. Apostoli Petru și Pavel” a fostei mănăstiri franciscane
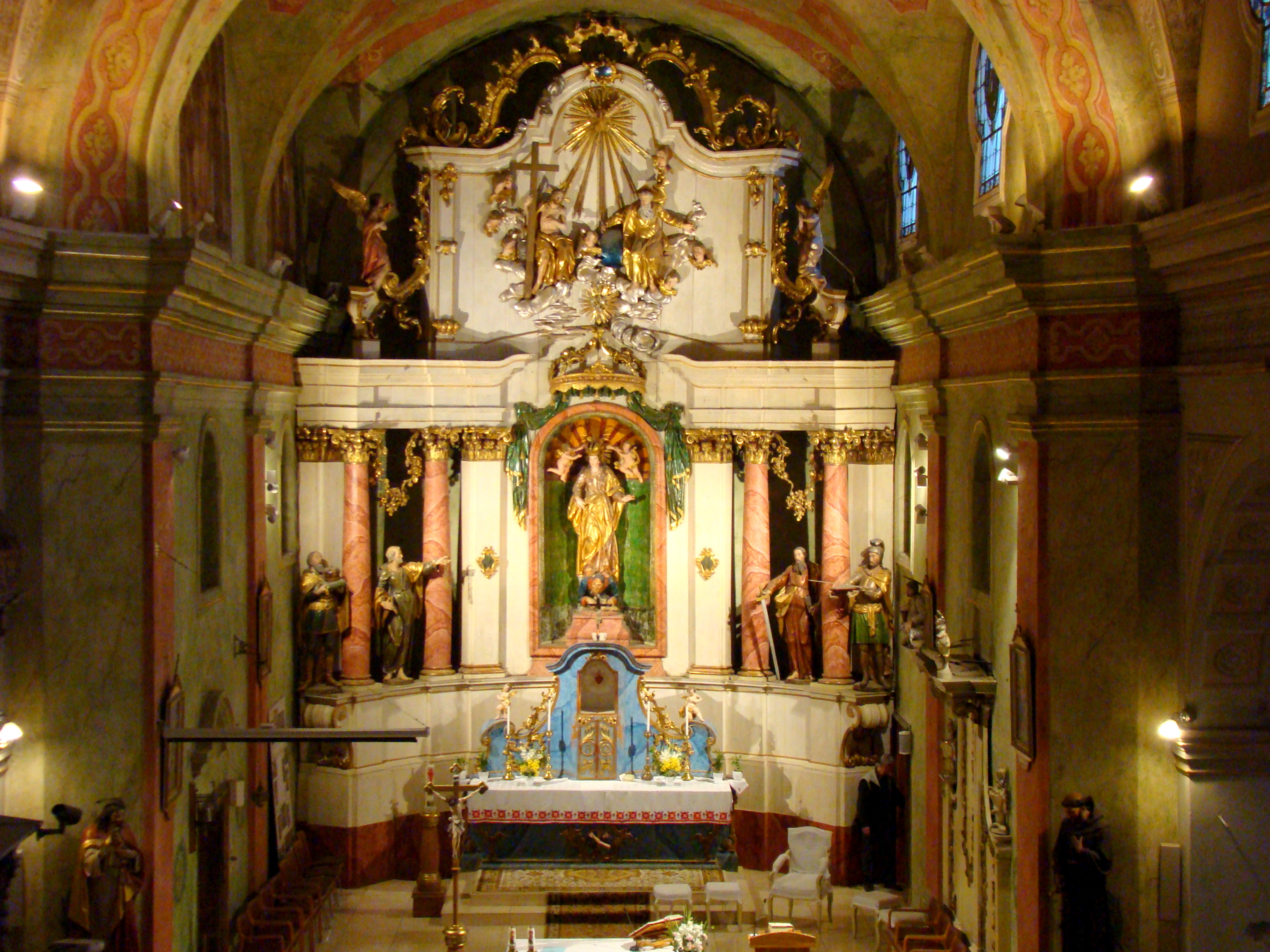
Altarul principal
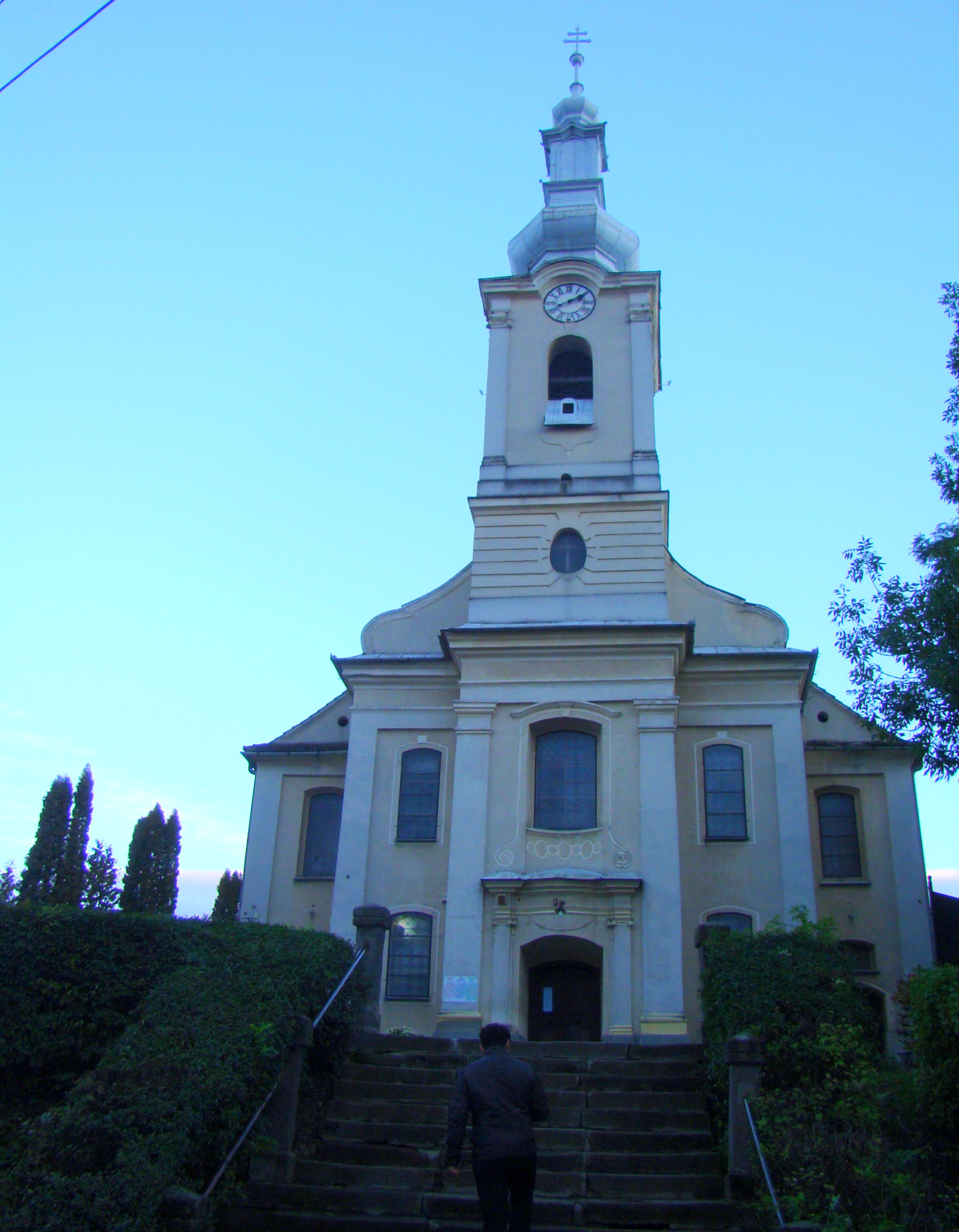
Biserica romano-catolică Sfântul Nicolae
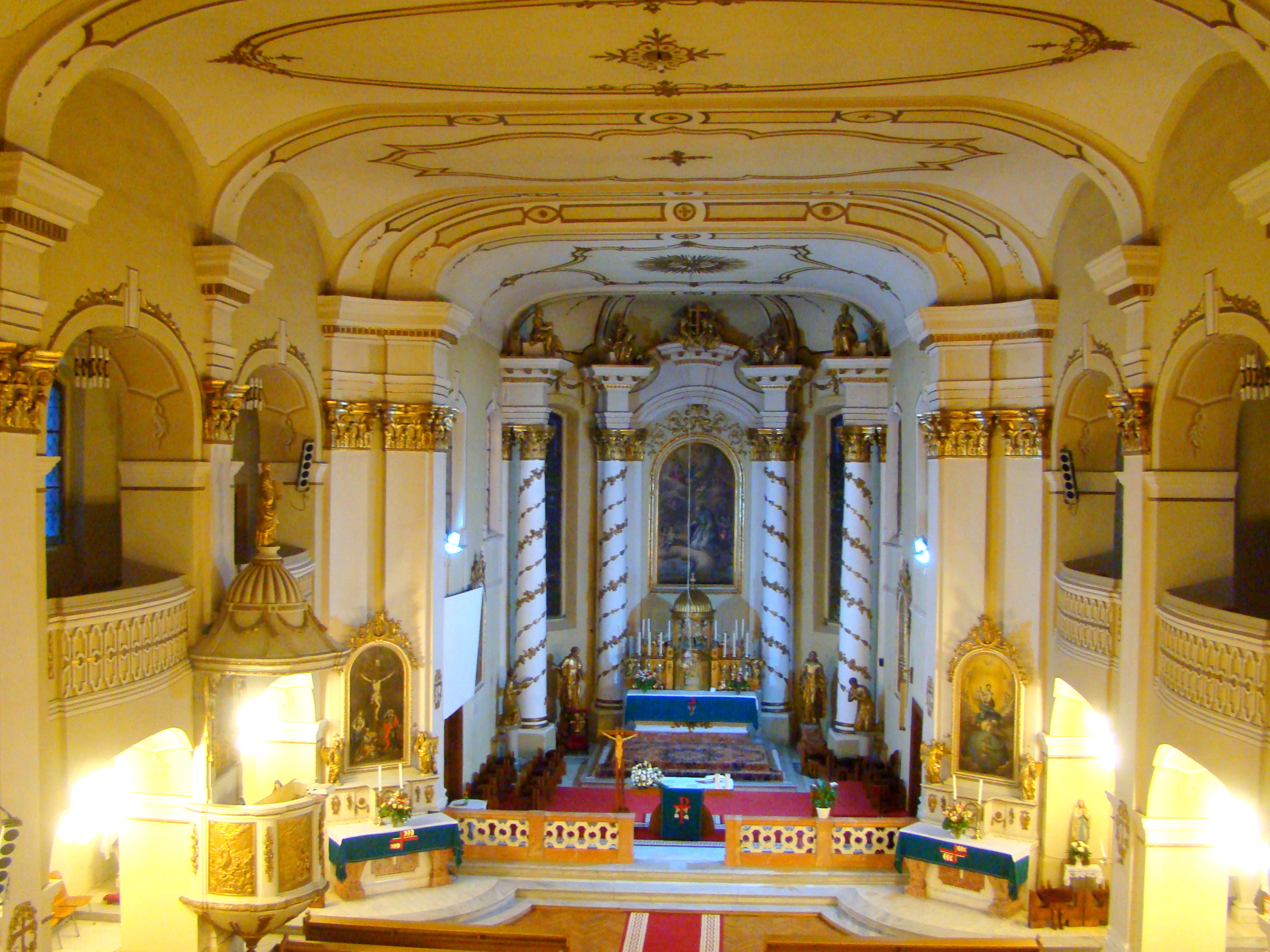
Nava spre altar
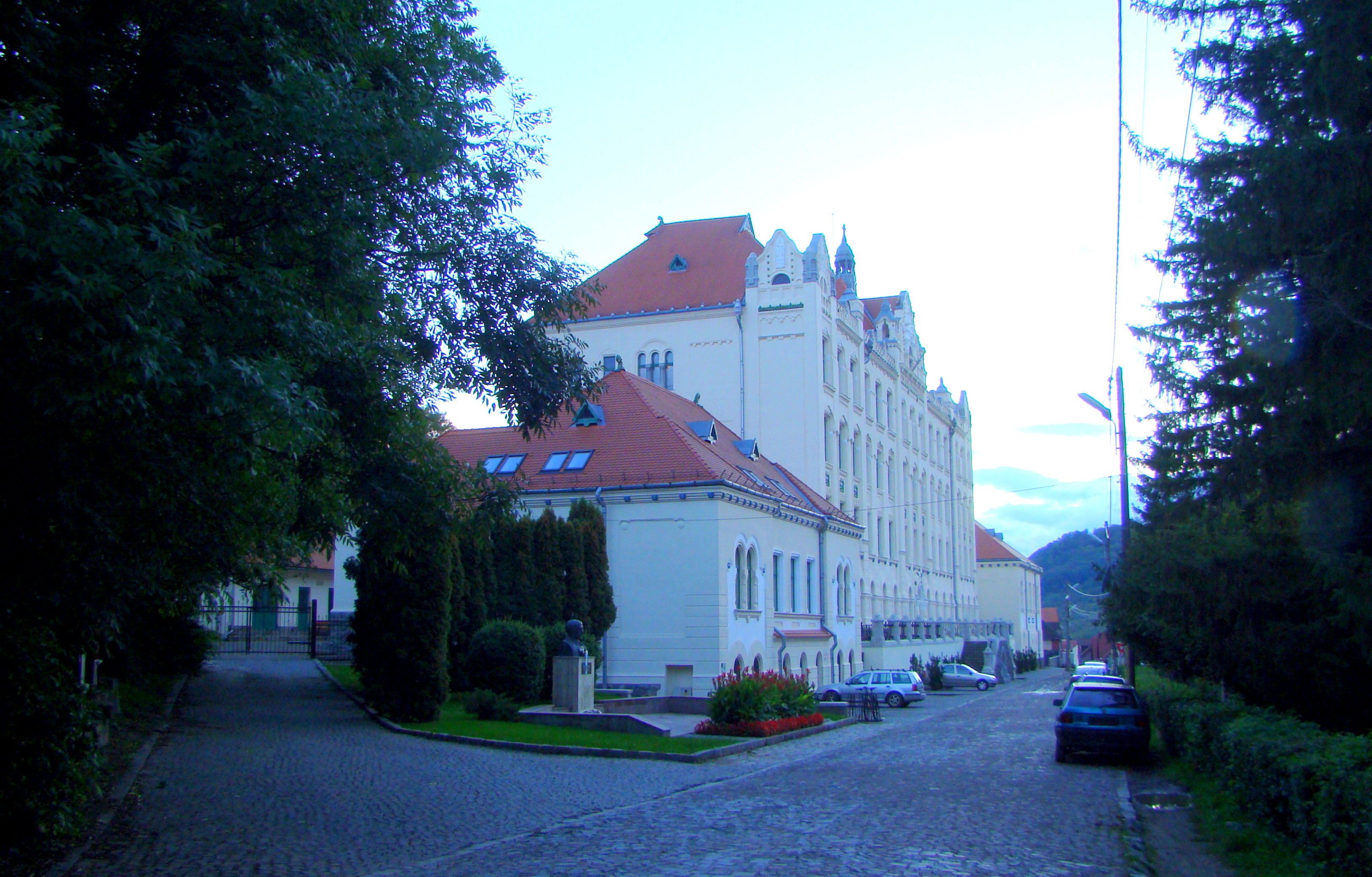
Liceul „Áron Tamási”
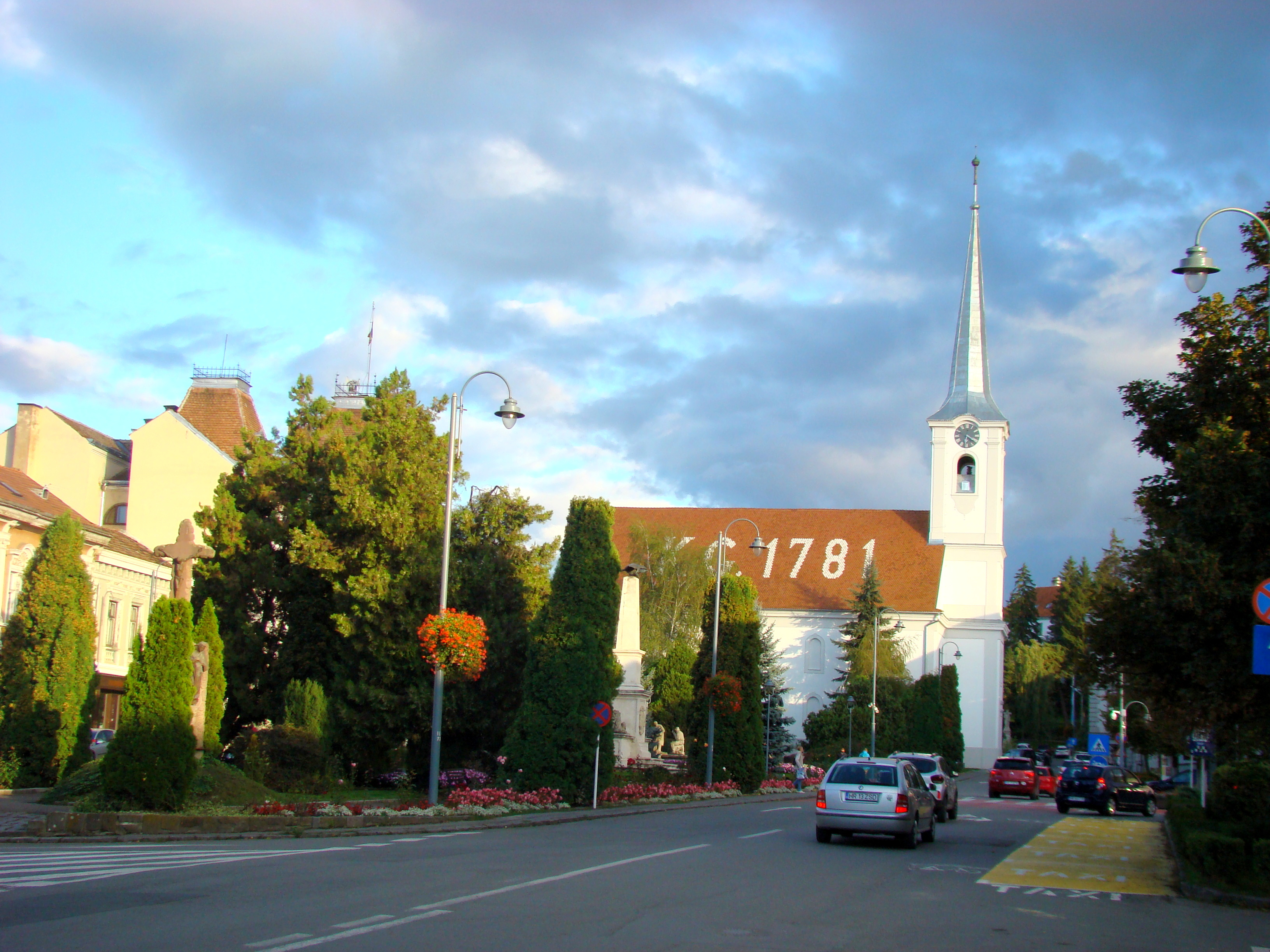
Biserica reformată
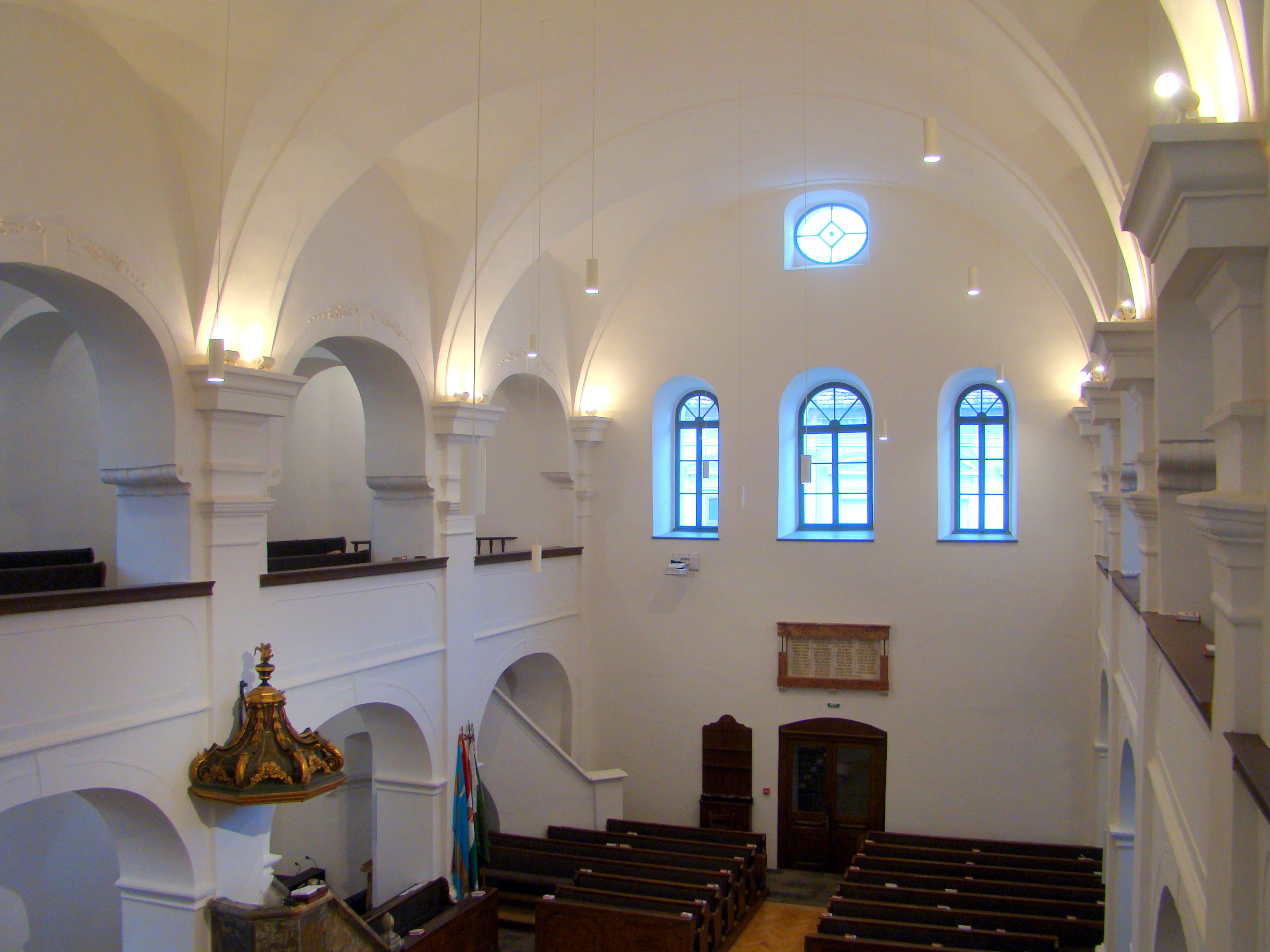
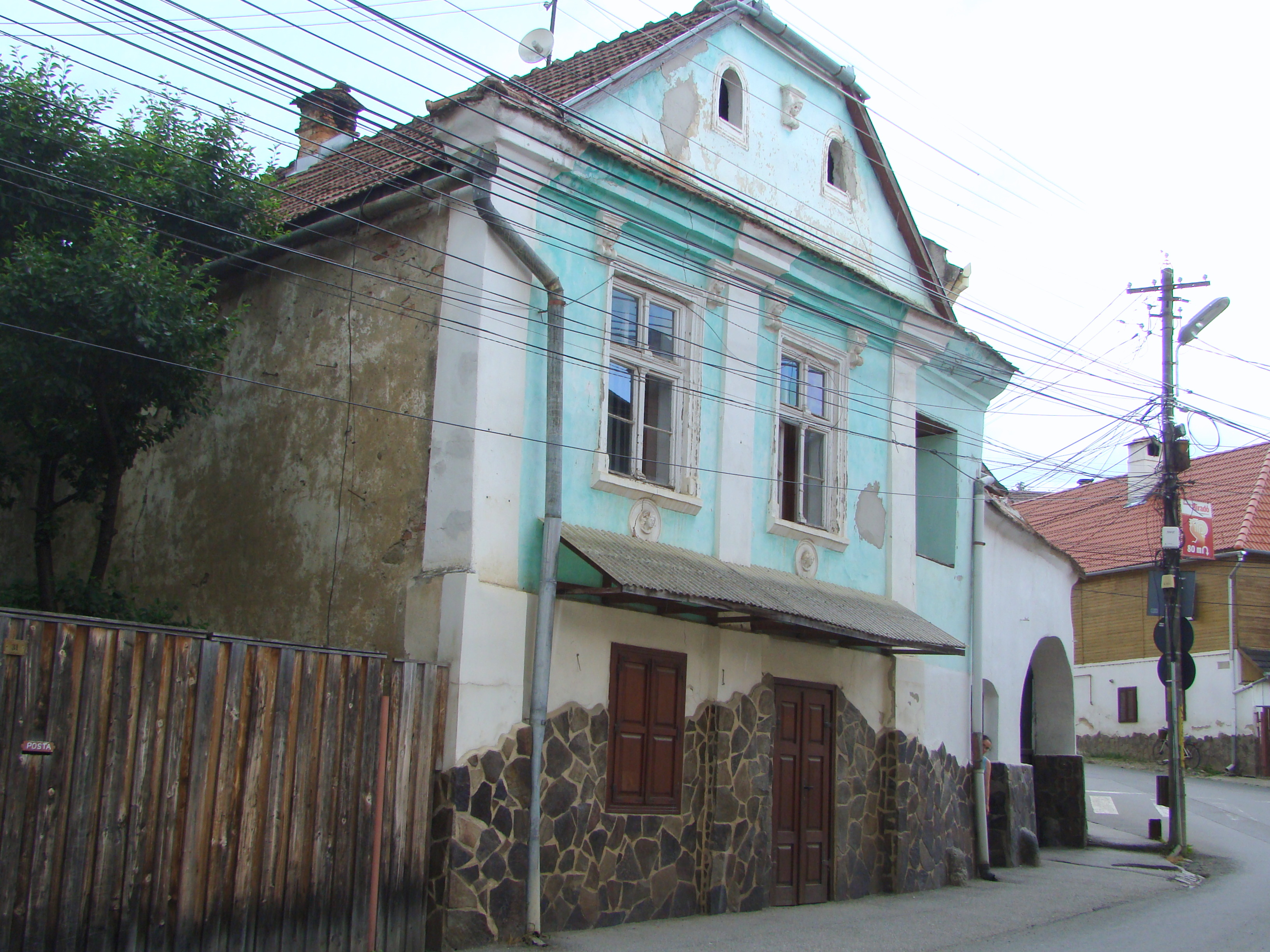
Casă de meșteșugar cu prăvălie la parter (Anna Urogdi), str. Szent Imre nr. 33, sf. sec. al XIX-lea (monument istoric)
Capela lui Isus (lăcaș de cult catolic, sec. al XIII-lea)
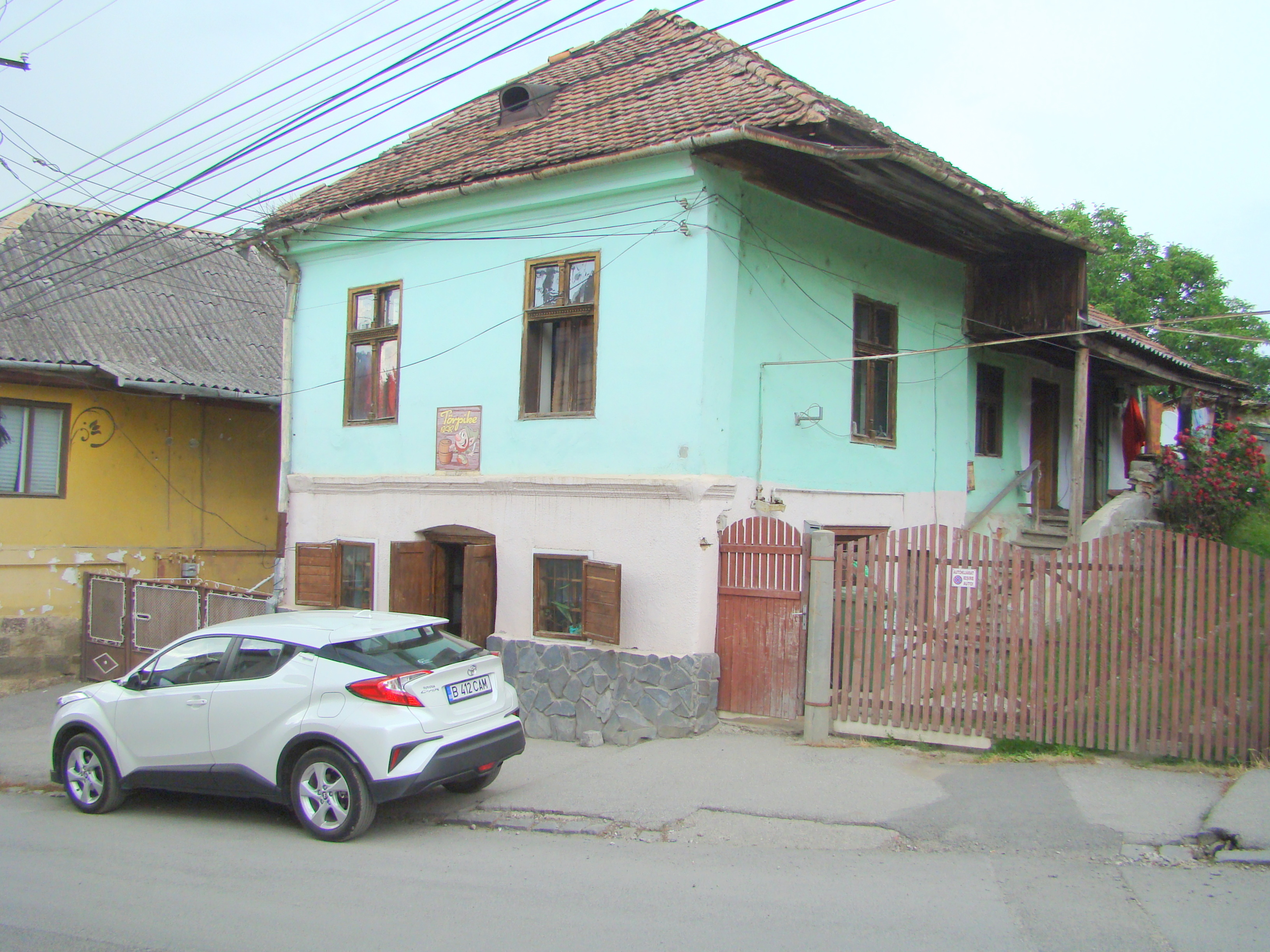
Casă de meșteșugar, cu prăvălie la parter, str. Szent Imre nr. 41, sec. al XIX-lea (monument istoric)
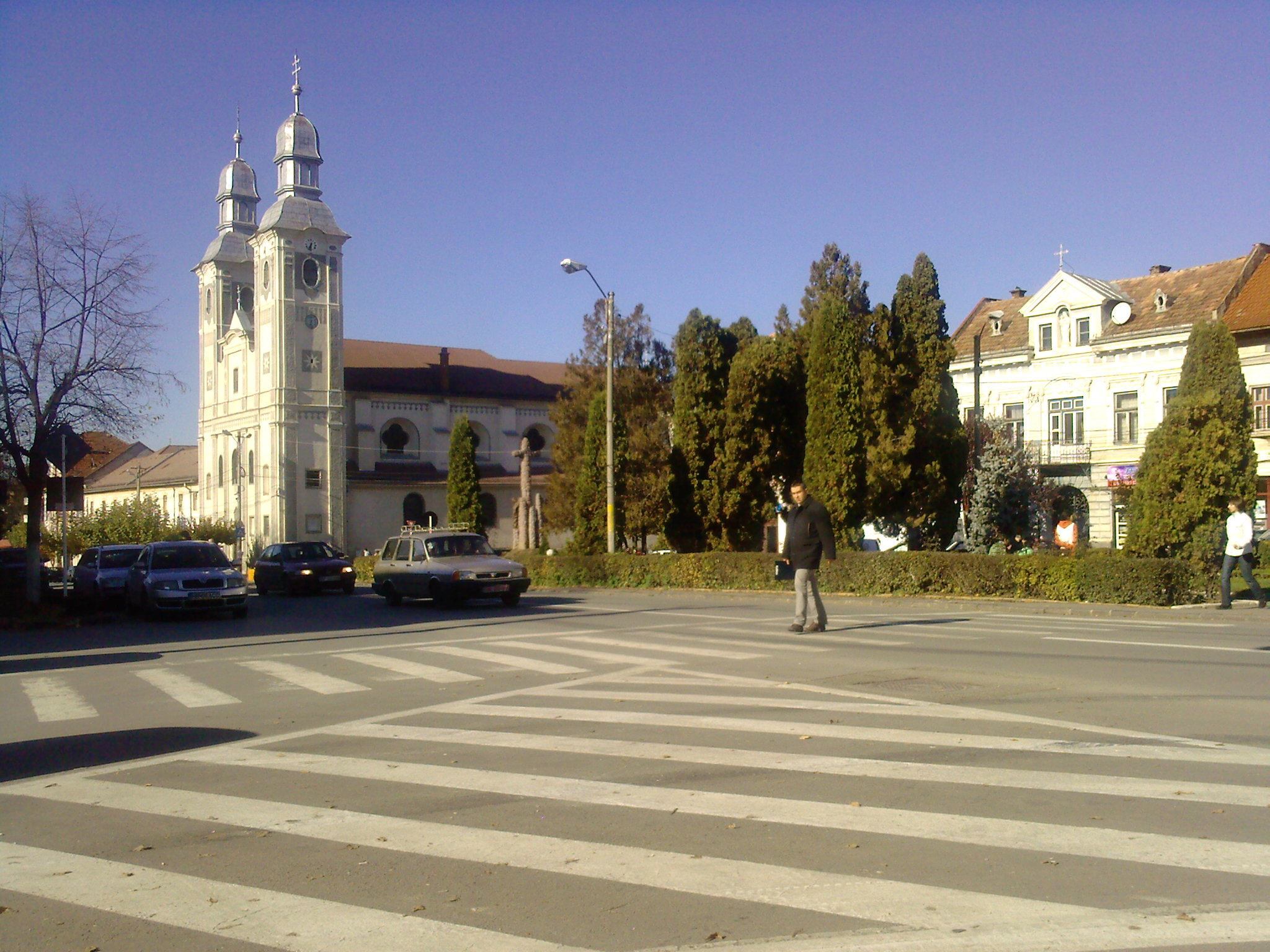
Vedere din centrul orașului
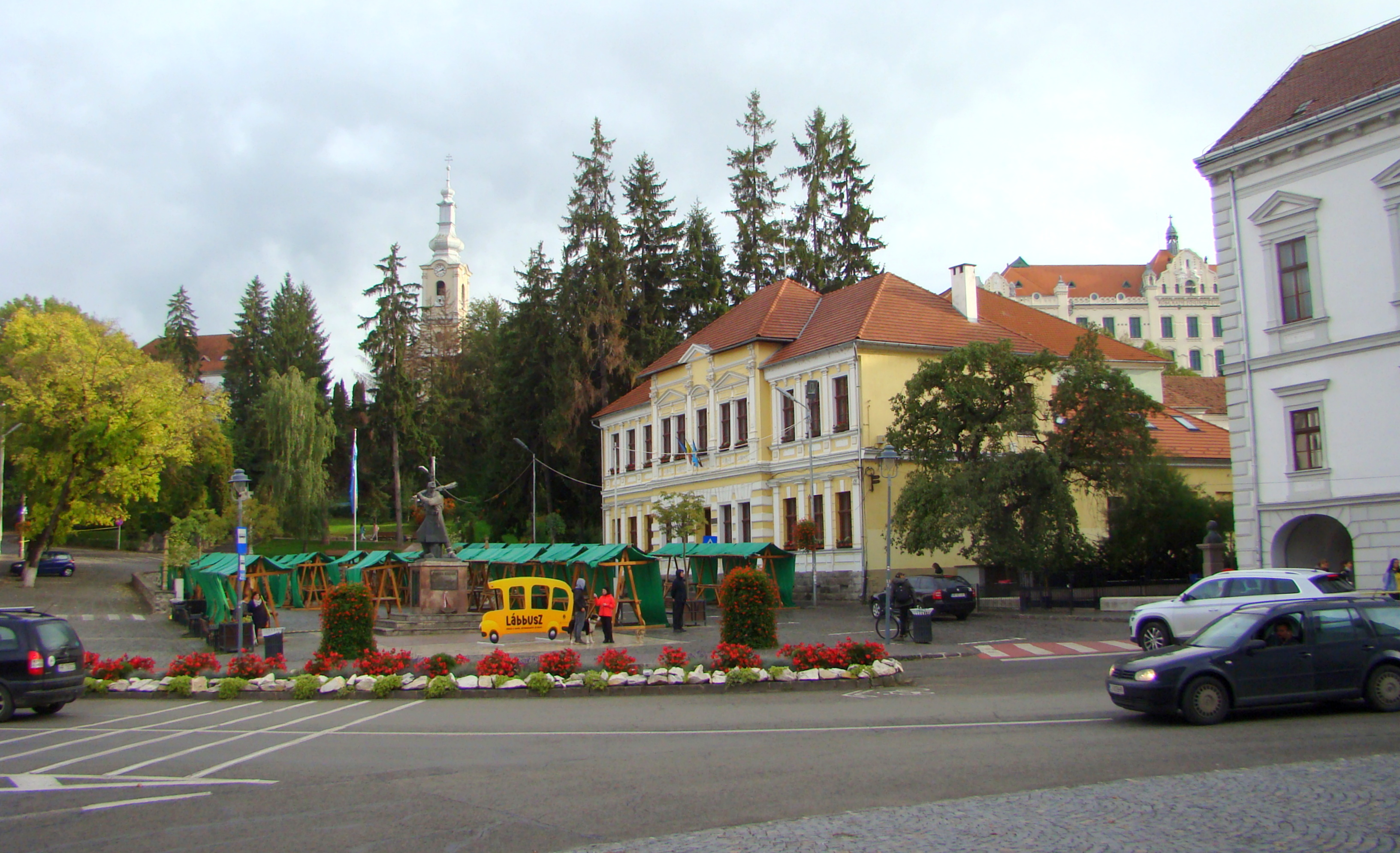
Vedere din centrul orașului
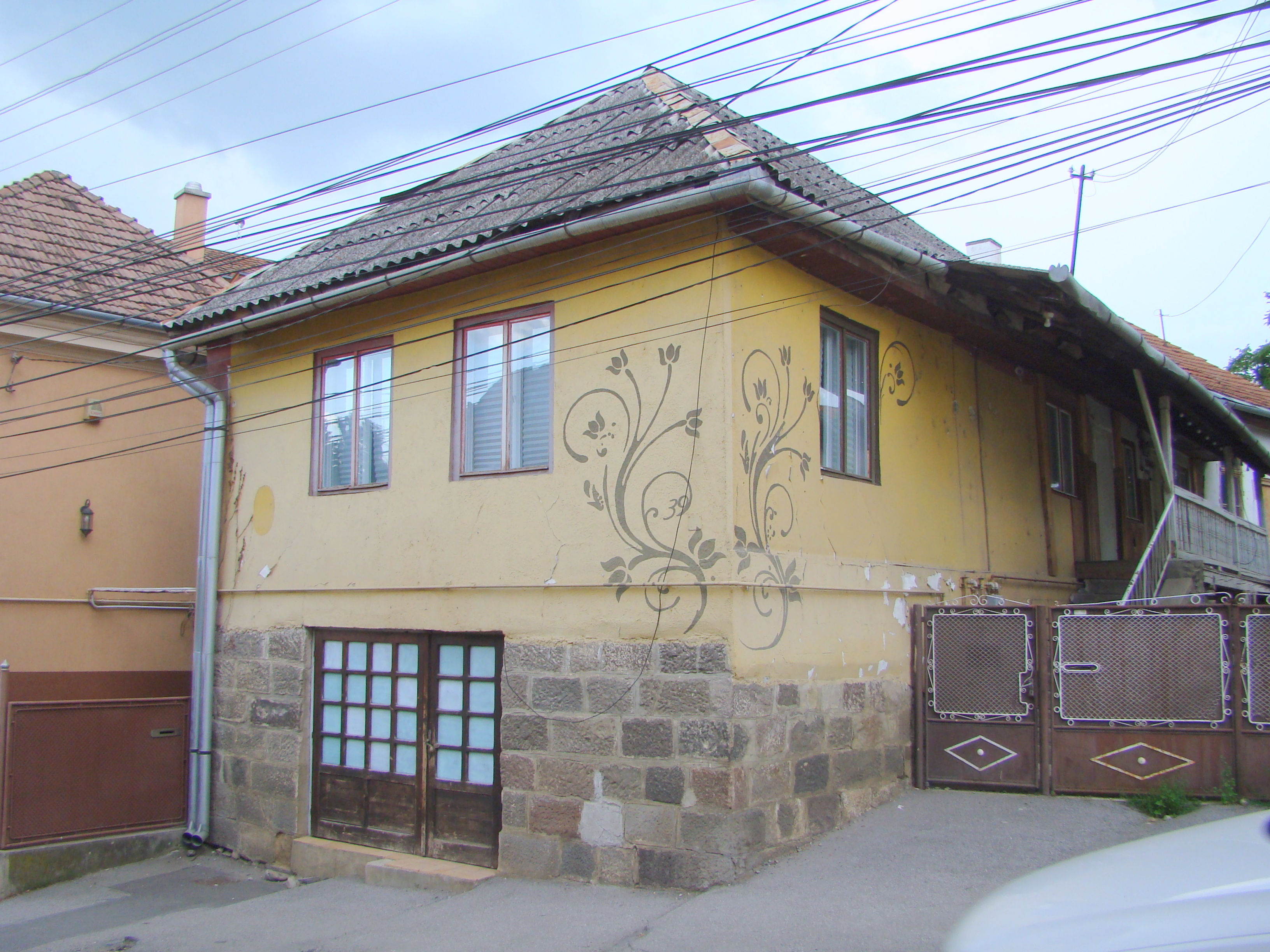
Casă cu prăvălie și atelier, str. Szent Imre nr. 39 (monument istoric)
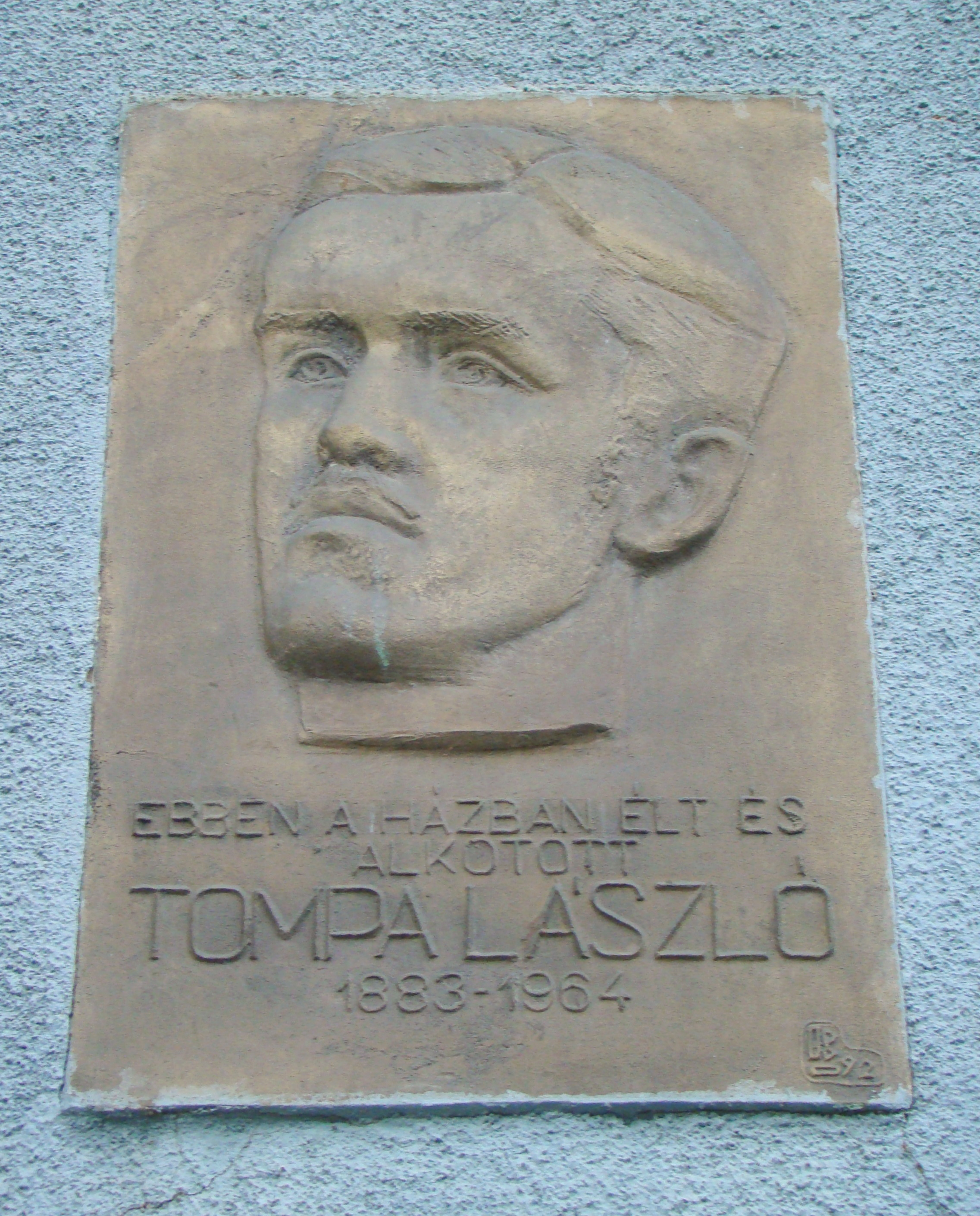
Placa comemorativă de pe casa memorială „Tompa Lászlo”
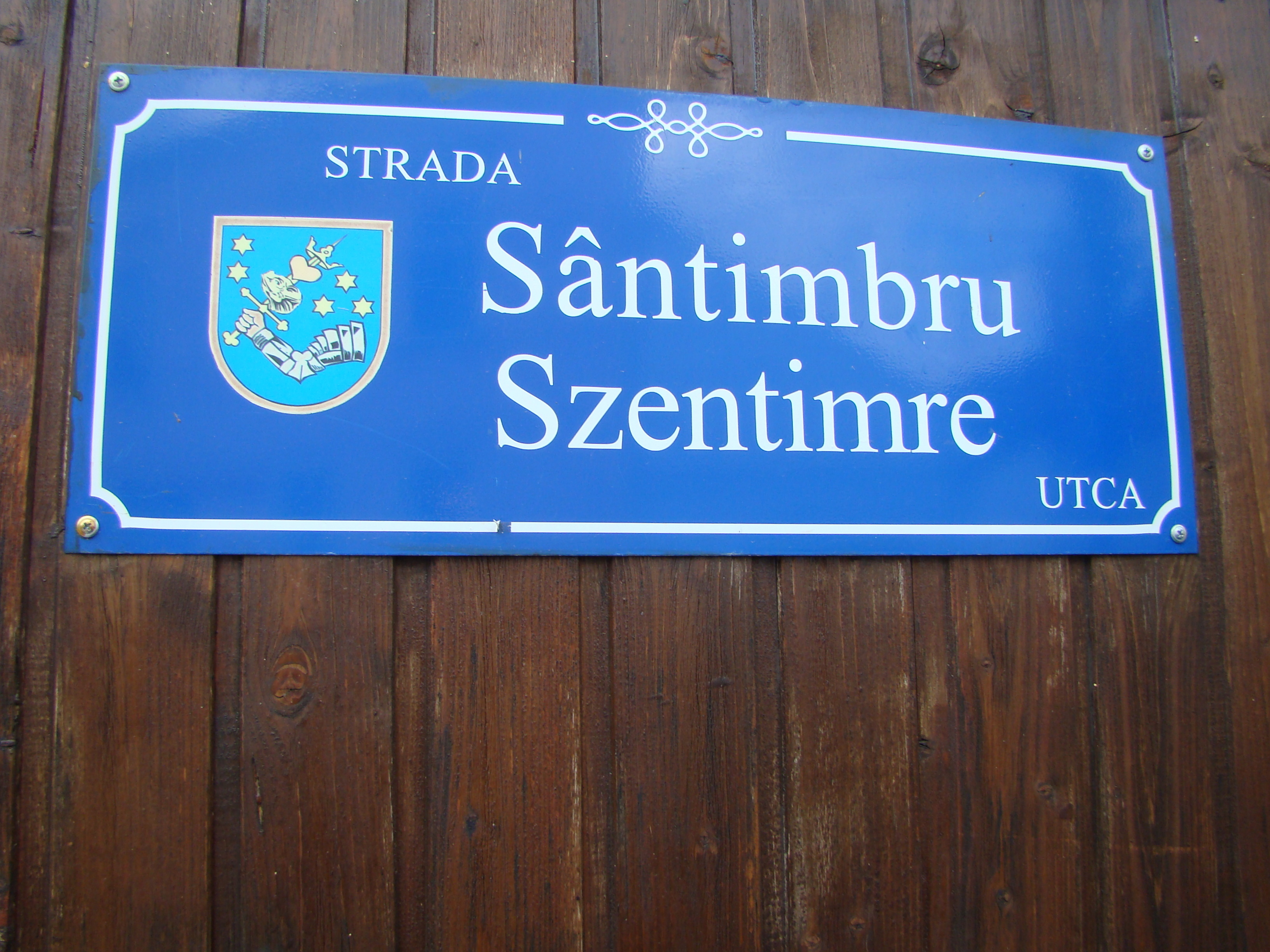
Indicator stradal bilingv
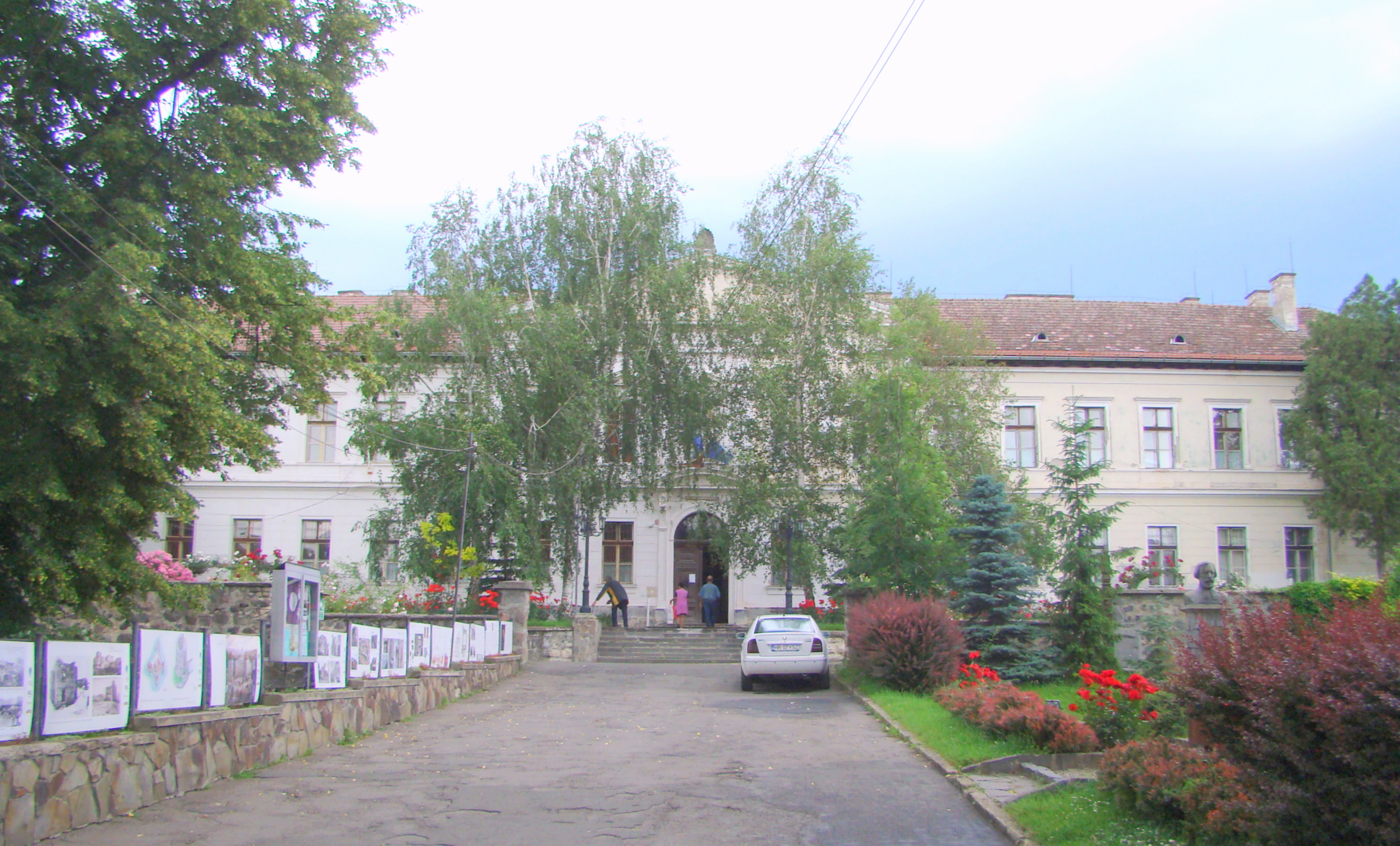
Grupul școlar „Eötvös József” (monument istoric)
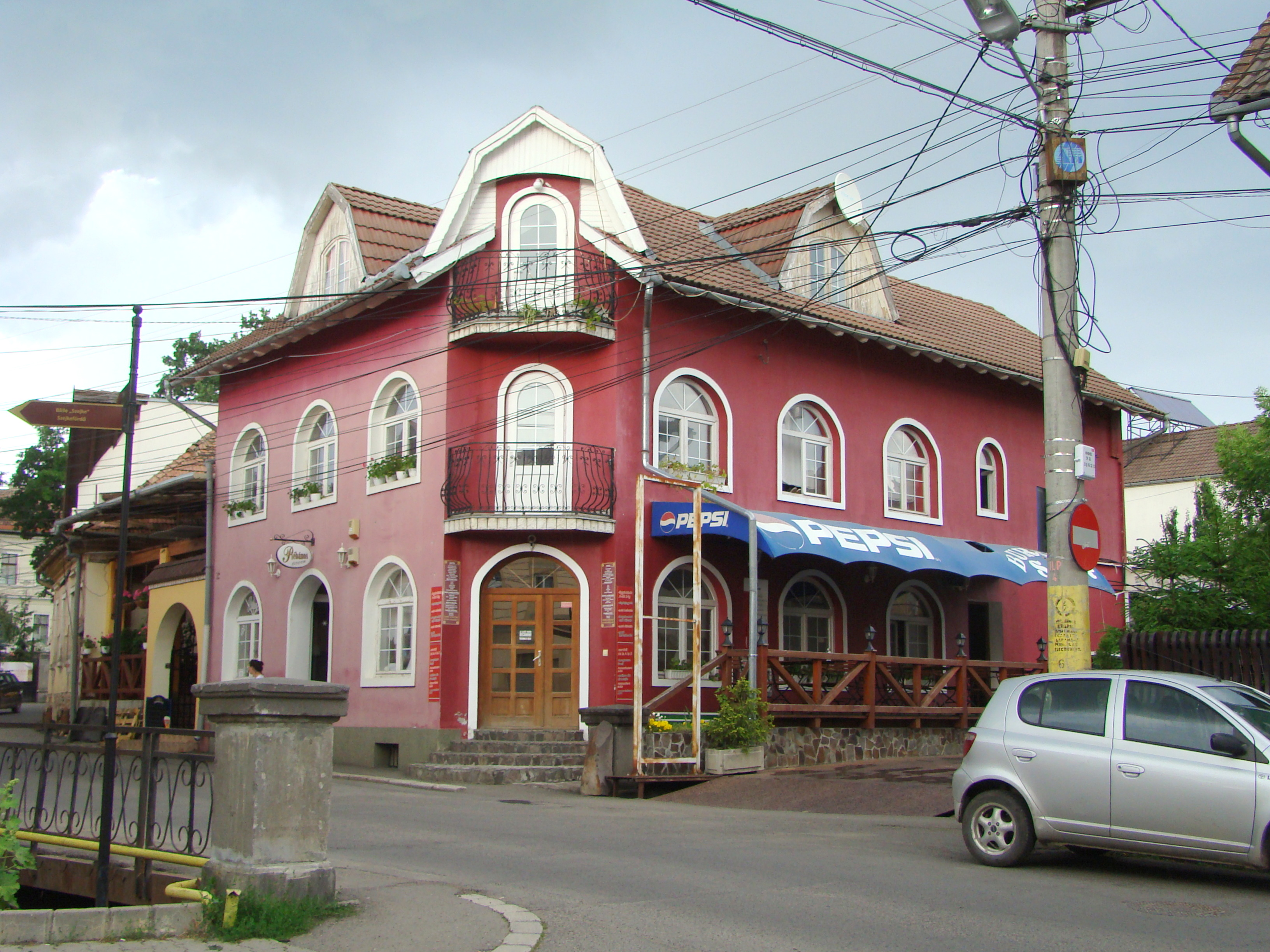
Casă, monument istoric, str. Cetății
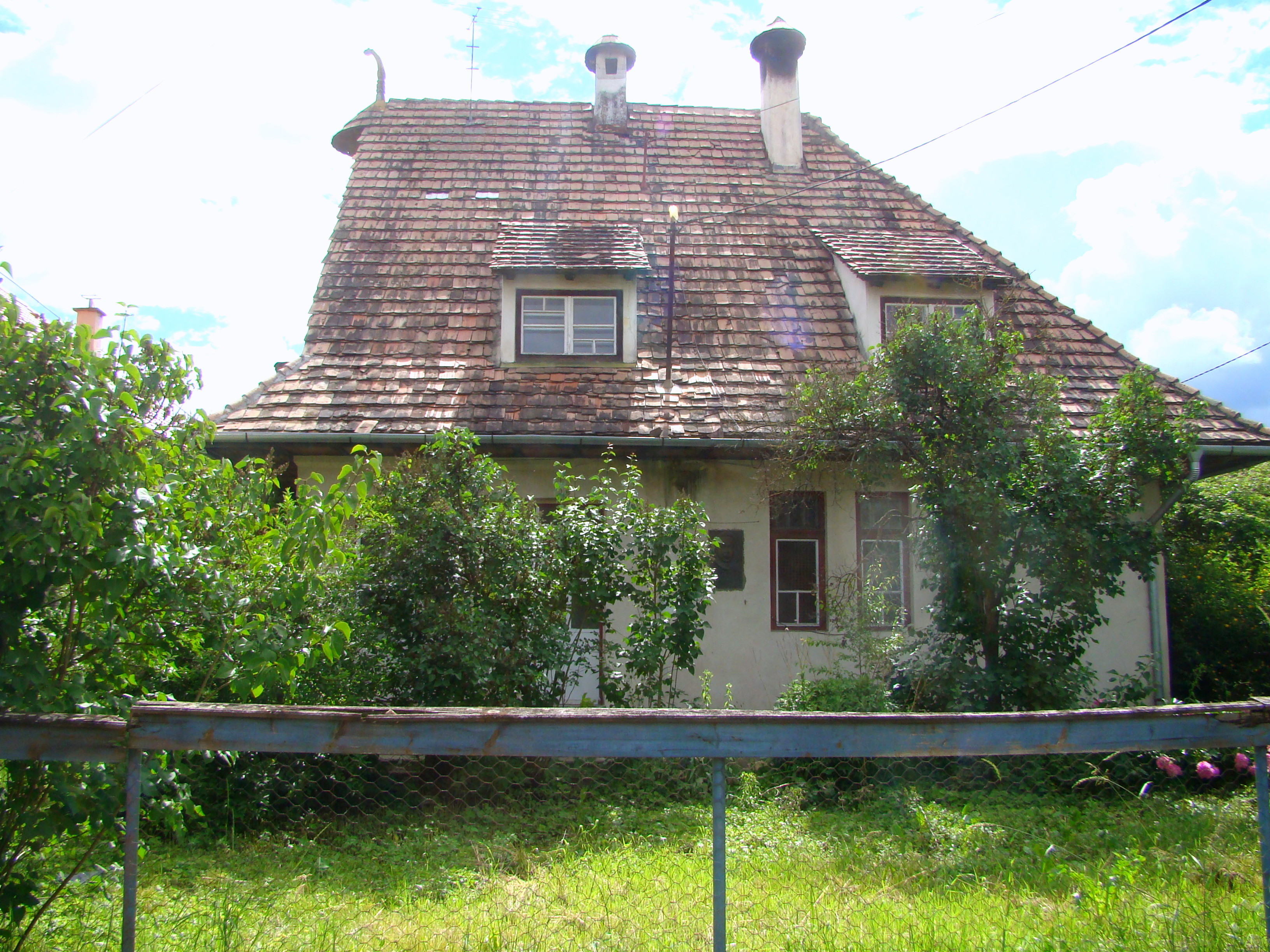
Vila „Nyirö” (monument istoric)
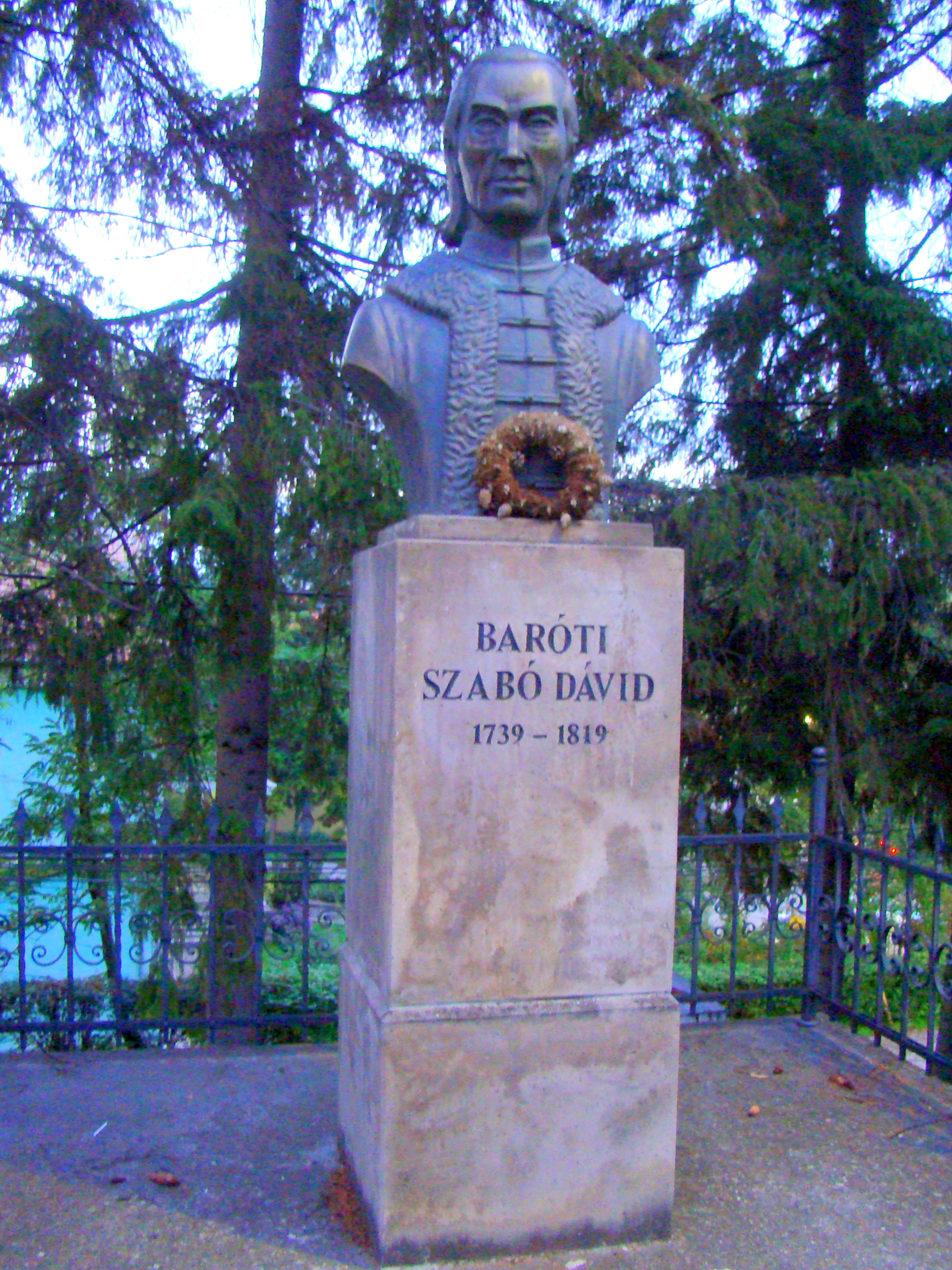
Bustul lui Dávid Baróti Szabó
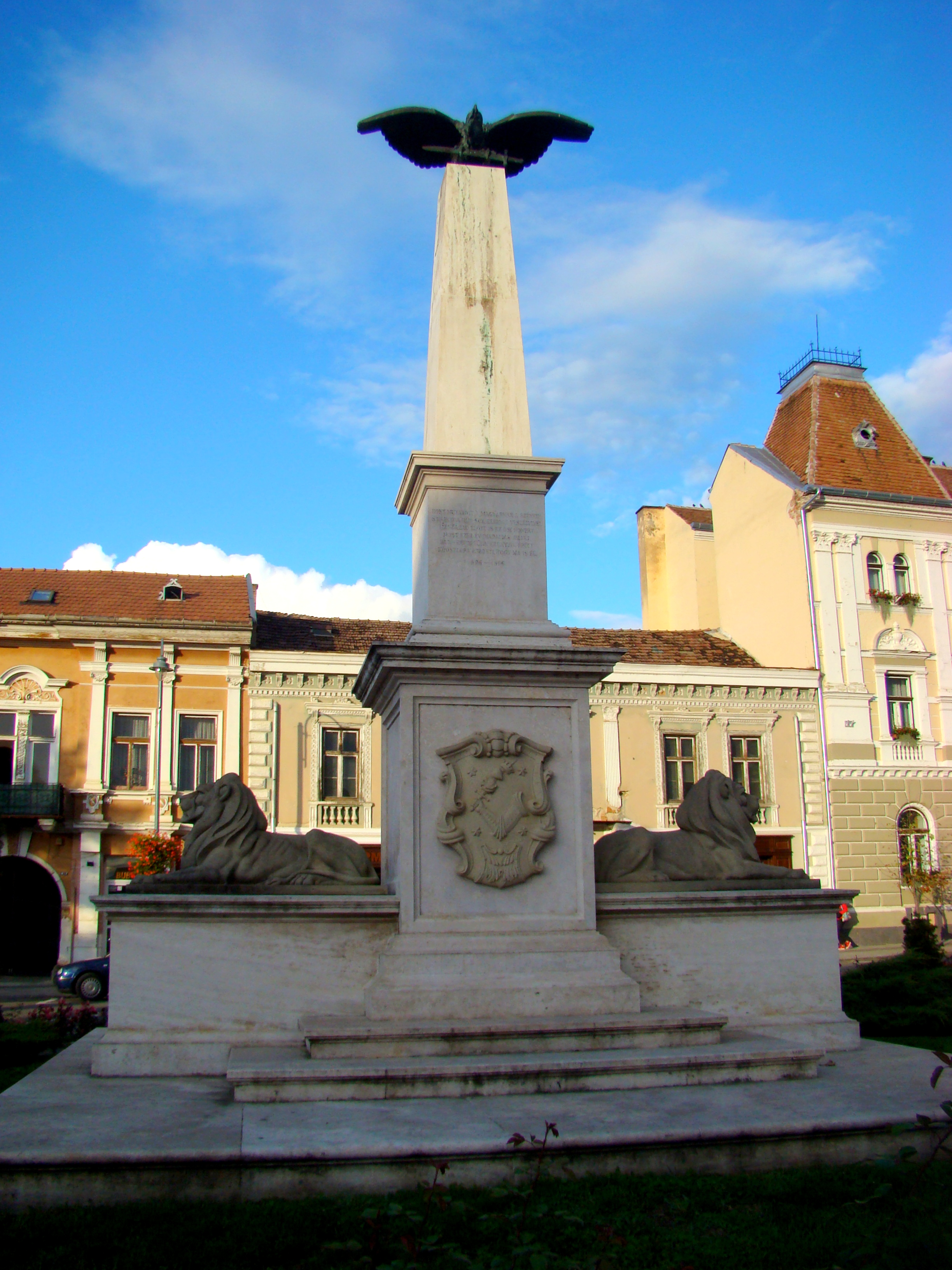
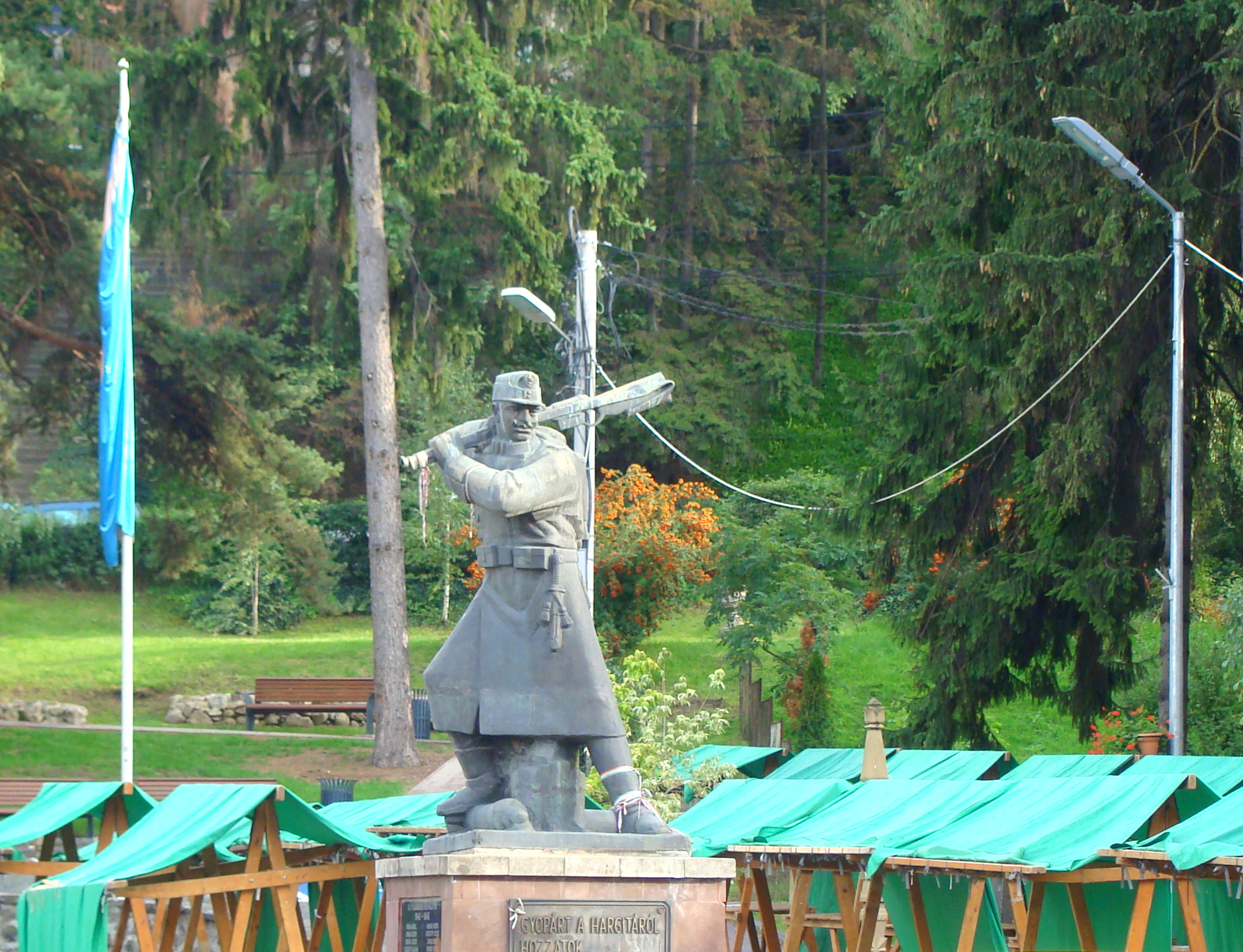
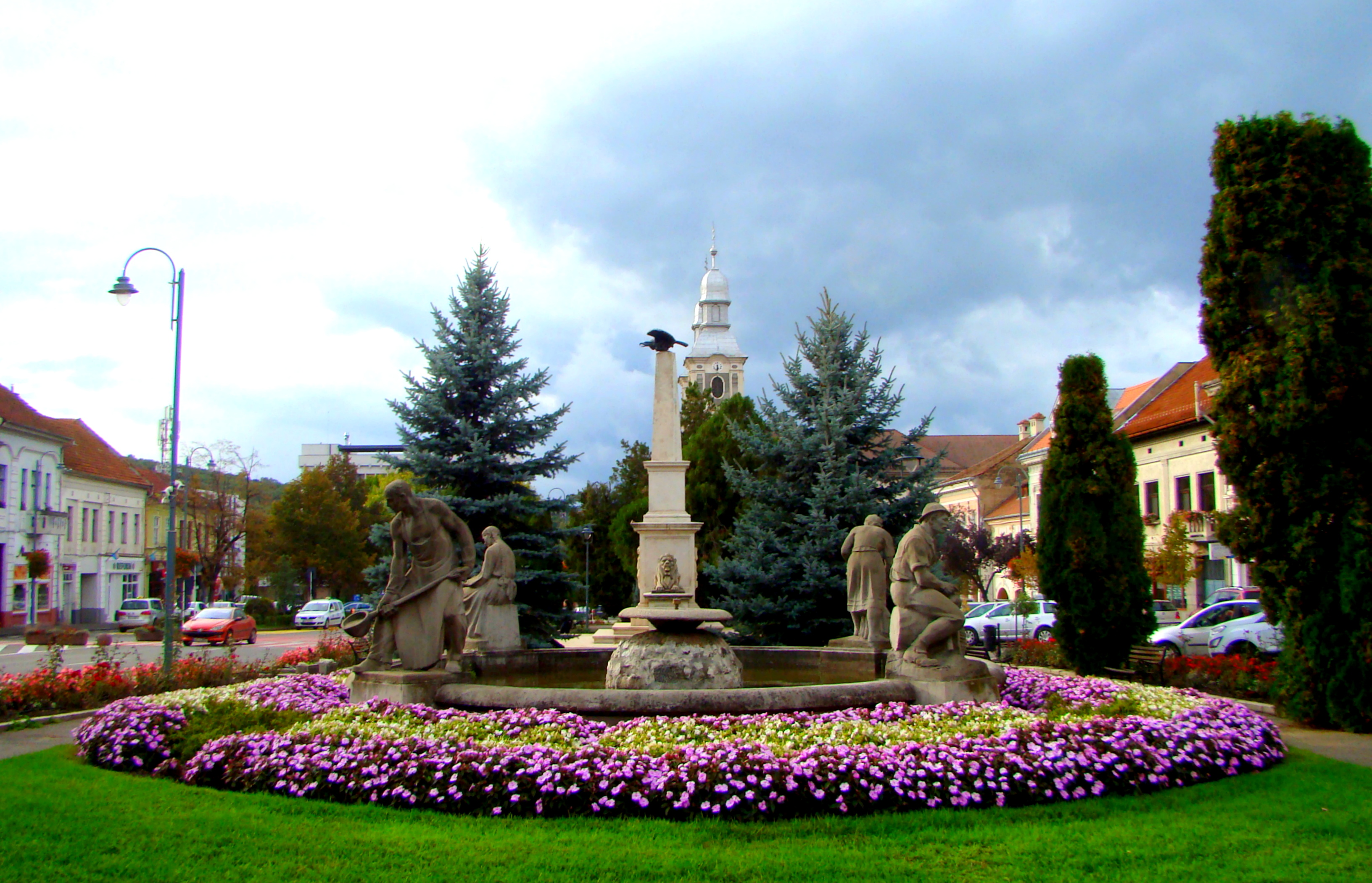
Bustul lui Áron Tamási
Bustul lui Áron Tamási